# Ialoveni (distrito)
Ialoveni é um condado (ou distrito) da Moldávia. Sua capital é a cidade de Ialoveni.